# Рыжево-Конаре
Рыжево-Конаре (болг. Ръжево Конаре) — село в Болгарии. Находится в Пловдивской области, входит в общину Калояново. Население составляет 1 482 человека.

## География
Рыжево Конаре расположено в 27 км от Пловдива, на левом берегу реки Стряма в Верхнефракийской низменности.
Рыжево Конаре хорошо связано с близлежащими сёлами, а его центральное географическое положение в регионе частично объясняет его статус муниципального центра до 1978 года, когда муниципальный центр был перенесён в католическо-православное село Калояново, а также нынешний центральный статус местной школы, в которой обучаются дети из местных сёл Рыжево, Черноземен, Главатар и Пыдарско.
От села идёт асфальтированная дорога на север до Рыжево(3 км), сразу за которым следует Черноземен. На западе село связано асфальтированной дорогой с Главатар (4 км), которая продолжается до Пыдарско (6 км).
На юге села есть асфальтированные дороги до Дылго Поле (3 километра) и до Черноземен (7,5 километра).
На востоке есть асфальтированная дорога к Республиканской дороге II-64 (Пловдив- Карлово), которая находится в 4 километрах от села, и откуда в село приезжает основной транспорт.

## Население
Население Рыжево Конаре по данным переписей за нижеуказанные годы.
Перепись населения в 2011 году
Население и этнические группы по данным переписи 2011 года.
|                     | Численост | Дял (в %) |
| Общо                | 1528      | 100.00    |
| болгары             | 1405      | 91.95     |
| турки               | 54        | 3.84      |
| цыгане              | 44        | 2.87      |
| другие              | -         | -         |
| не самоопределяются | -         | -         |
| не ответили         | 23        | 2.30      |

## История

### Этимология имени
Название Рыжево Конаре образовано от названия близлежащего и более древнего села Рыжево в сочетании с родом занятий первых поселенцев, которые были воинственными конниками.
Хотя в разговорной практике село всегда носило своё нынешнее название, в письменных источниках 19 и 20 веков встречаются другие названия. Например, в анкете Пловдивского этнографического музея от 1926 года неизвестный и неподписанный работник общины из Рыжево Конаре ответил, что прежнее название села было Выржево-юнкёй.
По всей видимости, подписавший анкету исказил турецкое название соседней деревни Рыжево, которое было «Виржева», в сочетании с турецким названием «Юнкёй» или «Люнкёй, Лёнкёй», которое, по словам старожилов 19 века, было названием села.
Хотя вышеуказанное название не встречается в обычной речи и в наиболее популярных местных воспоминаниях, возможно, что некоторые местные жители называли село из-за местной гордости турецким словом Юнкёй (Люнкёй), что означает «славное, знаменитое село». Согласно другой гипотезе, из-за наличия множества мельниц вокруг села, возможно, что некоторые люди называли её в местной речи Ункёй (мучное село).
Однако вышеуказанные наименования не встречаются в литературных документах.
В докладе российского вице-консула в Пловдиве Найдена Герова российскому послу в Константинополе от 7 января 1861 года село названо Рыжево Конаре и в скобках «Юнджулар». Это название является транскрипцией турецкого «Юндкяр» (Ündikar), означающего знаменитое поселение, знаменитый регион, сходное по значению с разговорным Люнкёй (Ünköy — славное село).
В. Миков переводит название родопской местности Юндола с тюркского «йонда» — коневоды и «аул» — хижина. Поэтому, возможно, что непопулярное название Рыжево Конаре, Юнджулар, означает то же самое — хижины коневодов.

### Создание села
Райна Попова, написавшая книгу об образе жизни и культуре села Рыжево Конаре, упоминает местную легенду о бабушке Черна с четырьмя сыновьями, которые поселились у местных коневодов и от семьи которых произошли многие из более поздних семей в Рыжево Конаре. Основы села уже были заложены в то время коннозаводчиками в виде созданного конного лагеря для турецкой армии возле села Рыжево. Она также пишет о переселенцах из Сербии, давшие начало роду Сербинцы, причём сегодняшние потомки семьи Митовских хранят память о деде Николе, который бежал из Сербии, поселился в Рыжево, а затем приехал в Рыжево Конаре.
В своём историческом исследовании о Рыжево Конаре местный учитель и писатель Спас Лесов также упоминает легенду о бабушке Черна с её семьёй Черневых, бежавших от турецких преследований, но опровергает её высказыванием 1968 года одного из современников первых дней существования села, Тодор Иванов Чернев (Караиванов), член клана Черневых, родившийся в 1881 году и умерший в 1970 году, который отверг рассказ о бабушки Черна и говорить о рассказе своего деда, родившегося в начале 19 века, о том, что основателем села был Димитр Чернев из города Златица.
Эта версия приобрела местное значение в 1969 году после переписки между муниципальным комитетом Коммунистической партии Болгарии в Рыжево Конаре и городским народным советом в Златице. После чего новая версия об основателях села стала, что это люди из рода Черневых из Златицы из-за наличия одинаковых фамилий в обеих семьях (Рыжево Конаре и Златице) с длинной хронологией, а также сохранившихся воспоминаний Черневых из Златицы о побеге от турецкого гнёта в Рыжево Конаре и возвращении потомков снова в Златицу.

Спас Лесов также предлагает свою версию основания деревни, изучая различные письменные документы XV—XVII веков, в которых деревня не упоминается, и приходит к следующему выводу: 
… село не существовало до середины 17 века, и первыми жителями здесь, то есть его основателями, были несколько (5 — 10) болгарских семей — турецких кавалеристов из неизвестных поселений, какая-то группа (…) привилегированных рабов, называемых войнуци (немусульманские солдаты) в отличие от турецких солдат.
Согласно местной легенде, первоначальное местоположение деревни было на месте сегодняшних теплиц. Там всадники ухаживали за своими лошадьми, но позже, переехав на место сегодняшней деревни, они подожгли свой тогдашний дом — поэтому местность здесь до сих пор называется Сгоревшие загоны.

### В Оттоманской империи
Ранние сведения о жизни в Рыжево Конаре в первой половине XIX века — это легенды о чумной — эпидемии чумы 1836—1837 годов. Говорят, что целые семьи уходили из села и селились или только ночевали в землянках в лесу Червенак, где остатки землянок можно было увидеть до тех пор, пока лес не был вырублен в 1940-х годах. Эта легенда подтверждается рукописью, написанной на латыни католическим священником в соседнем селе Калояново, где чума унесла много жертв — как, вероятно, и в Рыжево Конаре, хотя письменных свидетельств об этом нет.
В то время на земле Рыжево Конаре, кроме Рыжево Конаре, было ещё два села: турецкое село Узунисмаилово (в старых документах встречается как " Узунь-Смаиль ", в книге Спаса Лесова — «Узунисмаилово», в более новых документах — «Узун Смаил») и татарское село «Татарское село».
«Узунисмаилово» или «Исмаил Дираз» было названо в честь турецкого фермера и правителя соседнего села Главатар (подробнее об этом см. раздел «Интересные факты»). Село существовало ещё в 16 веке и было выселено в 1887 году, когда его бежавшие турецкие жители вернулись и распродали своё имущество. Об этом свидетельствует документ Министерства внутренних дел от 1891 года, согласно которому жители Рыжево Конаре владели землями села «Узунь-Смаиль», жители которого были турками и эмигрировали.
Узунисмаилово было расположено в пяти километрах северо-восточно от Рыжево Конаре, между ним и сёлами Пыдарско и Стрельцы. Названия небольших мест в районе Узунисмаилово явно относятся к селу — Узунисмаиловая река Нихри кебир, Узунисмаиловские виноградники, луга, кладбища, мечеть, «могила Селима» и названия лесов.
Болгары из Рыжево Конаре и турки из Узунисмаилово жили в хороших отношениях. В XIX веке главный земледелец Исмаил (из-за высокого роста его называли Узун Исмаил), чьим владением было и Узунисмаилово, был даже защитником рыжевоконарцев от турецких злоумышленников, достойно оплачивал их труд, хорошо кормил своих работников и даже устраивал для них праздники.
К 1860 году рыжевоконарцы приобрели у Исмаил-аги около 4 000 гектаров земли в районах, которые до сих пор называются болото Смаила и колодец Смаила. После освобождения в Узунисмаилово осталось 30 домов из кирпича, глинобитные изгороди и соломенные крыши. До наших дней ничего не сохранилось. После освобождения Исмаил Ага продал своё имущество дёшево или раздал друзьям из Рыжево Конаре, а большой деревянный сарай подарил селу.
Из-за прекрасной земли Узунисмаилово после изгнания турок некоторые рыжевоконарцы хотели переселиться туда, но старейшины села воспротивились этому, чтобы село не распалось. Более того, к тому времени многие рыжевоконарские семьи уже переехали в дёшево купленные участки в близлежащих села Салалий (Борец) и Коруджилар (Пыдарско) и поставили начало много местных семей.
Сохранились воспоминания и некоторые сведения без письменных документов о татарском селе, известное немногим под названием Азисие — по имени одной из жён султана. Райна Попова в своей книге о Рыжево Конаре упоминает, что после Крымской войны в районе Скребата, на юго-востоке от Рыжево Конаре, было поселено около 30 татарских семей. Татары не смогли здесь прижиться и впоследствии уехали.
Спас Лесов даёт больше информации о селе — оно находилось в 3 км южно от Рыжево Конаре и на таком же расстоянии восточно от Дылго Поле в местности Скребата, где был небольшой лиственный лес с пышной лиановой растительностью «скребр». Когда в 1928 году бедняки из Рыжево Конаре заселили участок, который давно превратился в поляну, были видны симметрично расположенные курганы — места, где когда-то стояло 60 домов.
Согласно яркой легенде, это село существовало недолго в 19 веке, его татарские жители были переселены сюда из южной Бессарабии (Буджака) в 1807—1812 годах. По мнению Спаса Лесова, версия о том, что переселение произошло после Крымской войны, когда татары действительно массово переселялись на болгарские земли, менее правдоподобна.
Отношения между рыжевоконарцами и татарами были плохими, о чём свидетельствуют воспоминания местных рыжевоконарских учителей Ивана Дойкова (родился в 1858 году) и Дойко Колева (родился в 1865 году).
Существует легенда о том, как татарская женщина вышла замуж за рыжевоконарца из семьи Дойковых. Эта женщина, уже пожилая на момент Освободительной войны, была зверски убита турками как предательница правоверной мусульманской веры.
Из части татарских полей в местности Скребата был сформирован школьный фонд, а поле в 30 хектаров в местности Мекишак, у колодца Ганчо, было передано церкви в Рыжево Конаре.

### Революционная деятельность в селе
В Рыжево Конаре находится комитет Внутренней революционной организации, основанной Василом Левским. В личном блокноте Левского упоминаются два члена конарского комитета — Бони и Кою.
Бони Йончев, который умер в 1906 году и был также известен как Кара Бони, был мэром Рыжево Конаре в течение 18 лет до Освобождения. Он знал турецкий язык и дружил с вышеупомянутым агой села Главатар и защитником народа Рыжево Конаре Исмаил. Это облегчило его участие в деятельности комитета.
После освобождения Кара Бони пользовался особым уважением в селе. Ему был установлен паметник и хранился на старом кладбище, а в 1942 году его перенесли на новое кладбище северно от хозяйственного двора ТКЗС. 19 марта 1944 года в общественном центре (библиотеке) села писатель Вичо Иванов, в то время библиотекарь Народной библиотеки в Пловдиве, рассказал о Кара Бони, и состоялось паломничество на его могилу.
Памятник исчез после переноса кладбища, а на месте бывшего дома Боневых, построенного после освобождения площади «Божковое Купище», установлена мемориальная доска.
Другой упомянутый член местного революционного комитета, Кою, был первым помощником Кары Бони. По имени Койо Танев Коев, родился в 1830 году, он оставил доброе имя и высокообразованных наследников. В честь семьи Коева названы два места на территории села — лес Коева и колодец Коева.
По словам родственников, Койо Коев умер в ссылке в Диарбекире «в объятиях своего товарища Кара Бони» .
В селе было ещё два члена революционного комитета, также отправленые в ссылку, не упомянутые в записной книжке Левского — Дойко Димитров Дойков, родившийся в 1805 году и умерший 15 ноября 1890 года, и Петко Малинов Сейменский, родившийся около 1846 года и умерший в ссылке по пути в Малую Азию, где он упал с верблюда, сломал шею и умер. Дойко Дойков также был оправлен в ссылку в Диарбекир, но, будучи более «открытым» человеком, он легко подружился с конвойной турецкой охраной, а из Константинополя ему удалось отправить письмо своему единственному сыну, будущему депутату, с просьбой о заступничестве у Исмаила-ага из села Главатар, чтобы его отца освободили из ссылки. Письмо датировано 21 ноября 1877 года, его сохранил правнук Димитр Дойков, адвокат из Хисаря, а фотокопию можно найти в книге Спаса Лесова.
Согласно легенде, которую поддерживает учитель Дойко Колев (1865—1959), родственник семьи Дойковых, матерью Дойко была упомянутая ранее женщина из соседнего татарского села, жестоко убитая турками во время Освободительной войны. Согласно легенде, турки, бежавшие из Карлово в Пловдив во время военных действий, предались грабежу в Рыжево Конаре. Они ворвались в дом изгнанника, но, не сумев захватить никаких денег, и случайно узнав, что мать Дойко когда-то изменила своей вере, жестоко убили её ножами.

Существует также легенда об отце Дойко, согласно которой он разбогател невероятно лёгким способом. Турки перевозили деньги казны из Средногорие в Пловдив мешками. Когда они проходили через Рыжево Конаре, они взяли осла бедняка и нагрузили его деньгами. В соседнем селе Узун Кара (Дылго поле) турки вошли в трактир, привязав осла на улице. Осёл отвязался и вернулся к своему хозяину, который спрятал его и деньги.

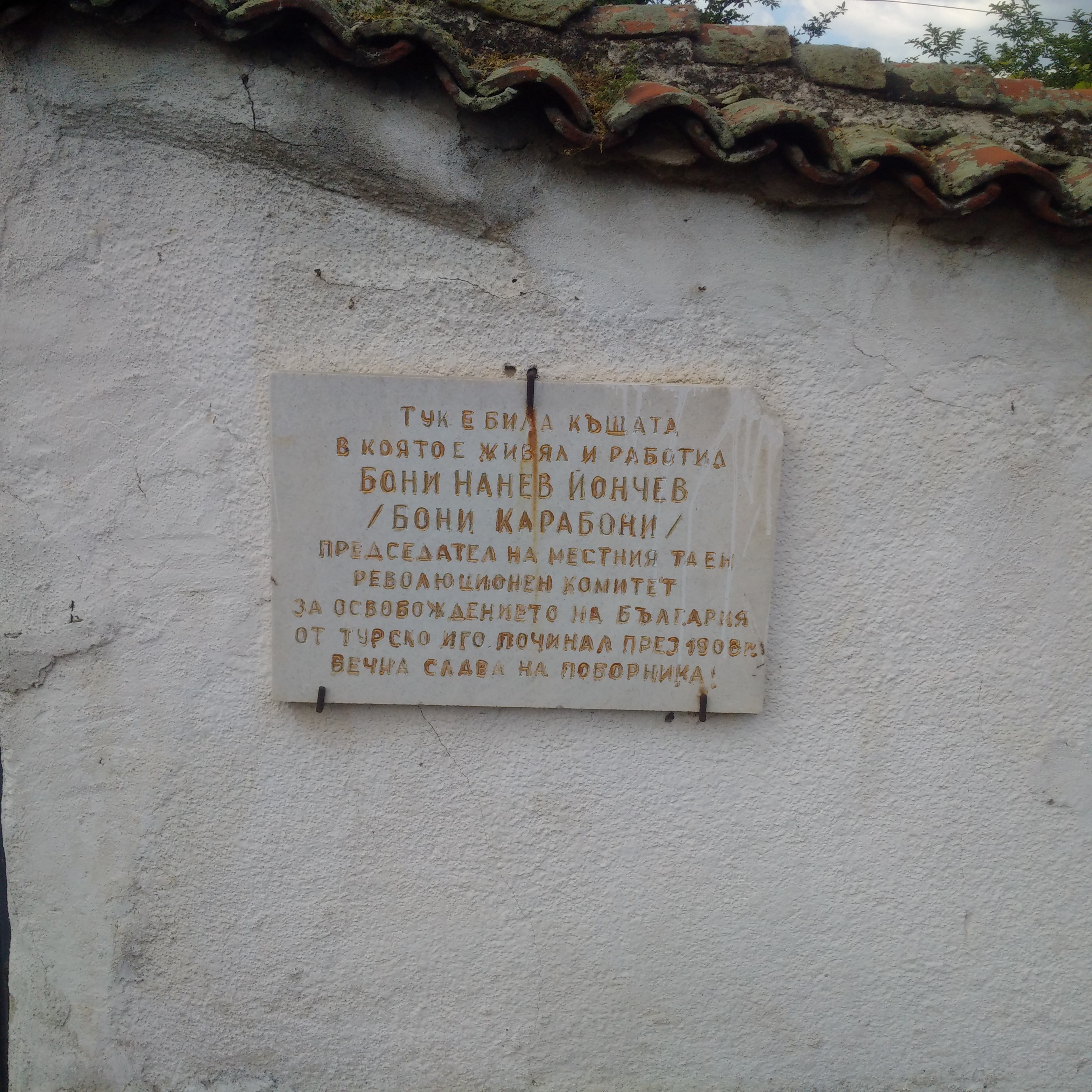
Крупный план мемориальной доски доосвободительному мэру Рыжево Конаре Бони Йончеву, соратнику Левски. На мемориальной доске надпись: "Здесь стоял дом, в котором жил и работал Бони Нанев Йончев /Бони Карабони/, председатель местного тайного революционного комитета по освобождению Болгарии от турецкого владычества, умерший в 1908 году. Вечная слава бойцу!"
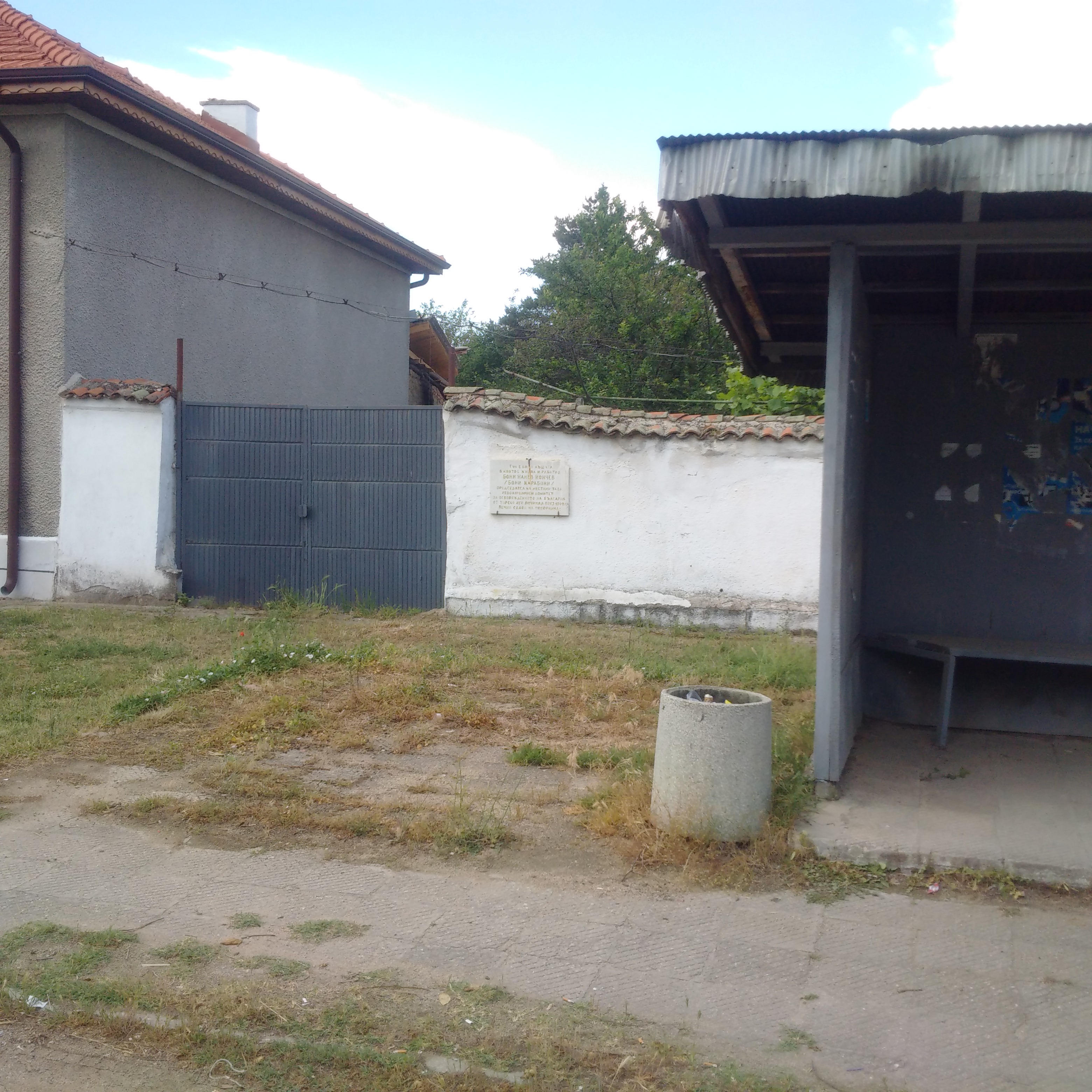
Мемориальная доска доосвободительному мэру Рыжево Конаре Бони Йончеву, расположенная на площади "Божково купище" в селе, за автобусной остановкой.

### В Восточной Румелии
Рыжевоконарец Васил Личев, двоюродный брат уважаемого до освобождения мэра Рыжево Конаре Кара Бони, был депутатом Оборищенского собрания 14-16 апреля 1876 года — первого Народного собрания Болгарии, положившего начало парламентской демократии в Болгарии.
Однако, согласно Берлинскому договору от 1/13 июля 1878 года, ознаменовавшее окончание русско-турецкой войны (1877—1878), село Рыжево Конаре вошло в состав Восточной Румелии.
Сложный административный механизм автономной области был непонятен сельскому населению — Органический устав насчитывал 495 членов, а 13 приложений — ещё 597 членов (по сравнению с Народным собранием Республики Болгария, в котором 240 депутатов).
Население стремилось к свободе в своей экономической деятельности, особенно новые богатые помещики. Близость к столице Пловдив, однако, не способствовала более цивилизованной жизни, так как экономика не развивалась динамично, что способствовало медленному изменению образа жизни крестьян.
В Восточной Румелии не внедрялись новые более современные технологии и средства производства, не сеялись интенсивные культуры, что означало, что производство зерна осталось почти таким же, каким оно было во времена рабства.
П. Р. Славейков был избран депутатом Великого народного собрания, открытого 1 июля 1881 года в Свищове из избирательного округа Калояново, в который входило Рыжево Конаре. 5 сентября 1881 года газета «Соединение» напечатала письмо Славейкова к избирателям Селджиковой (Калояновой) выборной коллегии, добавив саркастическую заметку о Славейкове:
«Вместо того чтобы поехать в Болгарию, он отправился в Рыжево Конаре и Селджиково, чтобы выпить с дедом Слави и вести агитацию.»
Под дедом Слави газета, вероятно, подразумевает Слави Славов, который был мэром Рыжево Конаре во второй половине 19 века.
Когда Захари Стоянов совершал поездку для подготовки Объединения, он не был принят в Рыжево Конаре. Документальных свидетельств о непосредственном участии жителей Рыжево Конаре в кампании по Объединению не сохранилось, хотя из карманной записной книжки Захари Стоянова следует, что в его маршрутах значилась близлежащее село Каратопрак (Чернозем).
Спас Лесов отмечает, что, в конце концов, Объединение, как и другие важные исторические события, не были популярны в «провинциальной глуши того времени» и что они стали популярными позже.

### В княжестве и в царстве Болгария
В 1891 году село имело статус муниципалитета в составе Княжества Болгария с 275 домами и 1 705 жителями, из которых 1 680 были болгарами. В том же документе тогдашнего Министерства внутренних дел отмечалось, что жители Рыжево Конаре владели землёй села Узунь-Смаиль, жители которого были турками и уехали.
В 1935 году село Дылго Поле (тогда Узун Кырово), село Рыжево и село Черноземен (тогда Каратопрак) были включены в состав муниципалитета Рыжево Конаре.

В 1920-х, 1930-х и 1940-х годах в Рыжево Конаре существовала сильная организация Коммунистической партии. После переворота 9 июня 1923 года и свержения правительства Александра Стамболийского более 300 человек собрались в Рыжево Конаре, чтобы принять участие в Июньском восстании, но разошлись. Во время партизанского движения в Болгарии в 1942 году был сформирован рыжевоконарский партизанский отряд. В селе было 16 партизан, 60 конспираторов и 100 политзаключённых и интернированных.

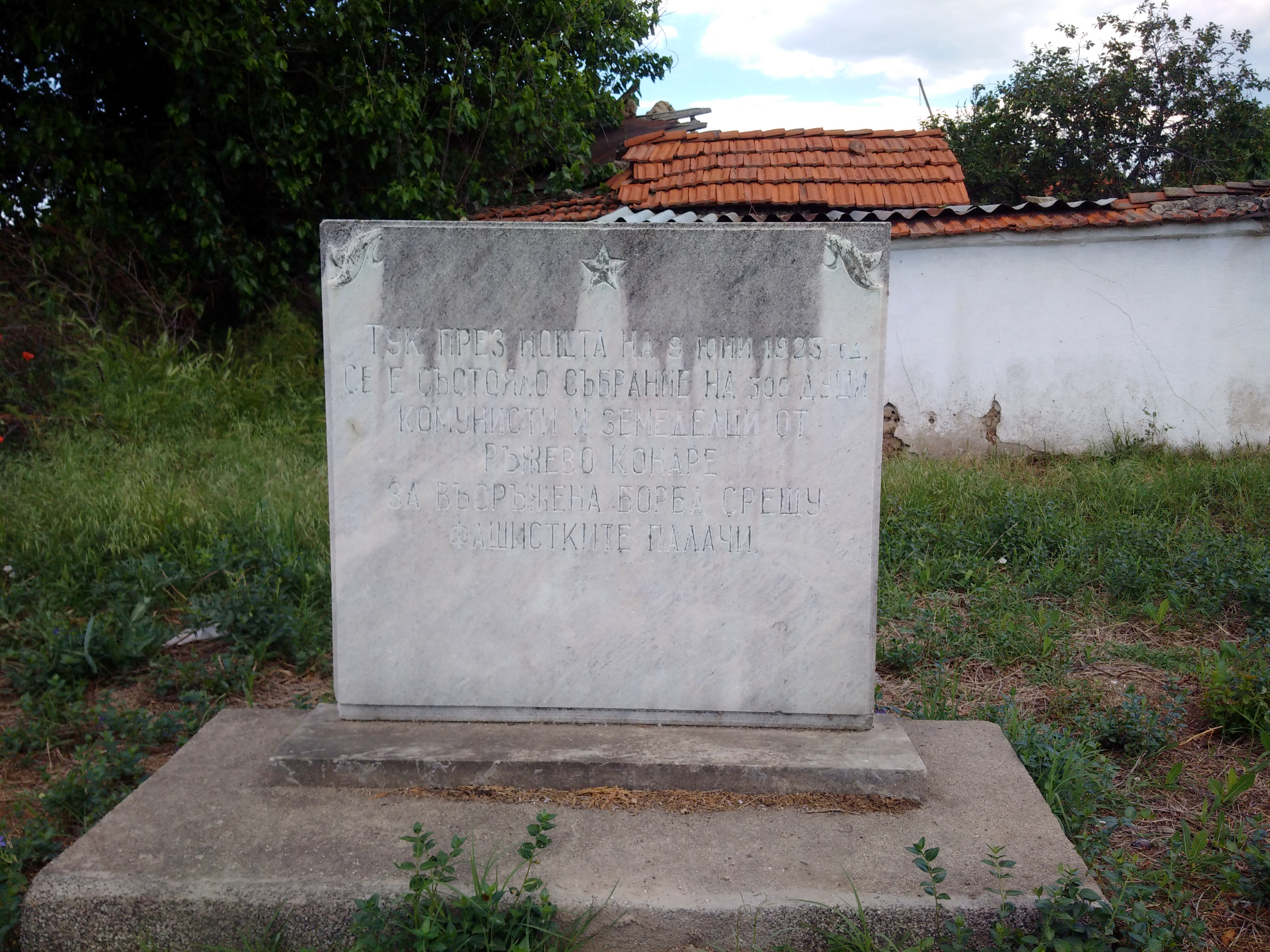
Мемориальная доска, отмечающая участие 300 жителей села Рыжево Конаре в Июньском восстании. На мемориальной доске выбита надпись: "Здесь в ночь 9 июня 1923 года состоялось собрание 300 коммунистов и крестьян из Рыжево Конаре для вооружённой борьбы против фашистских палачей".
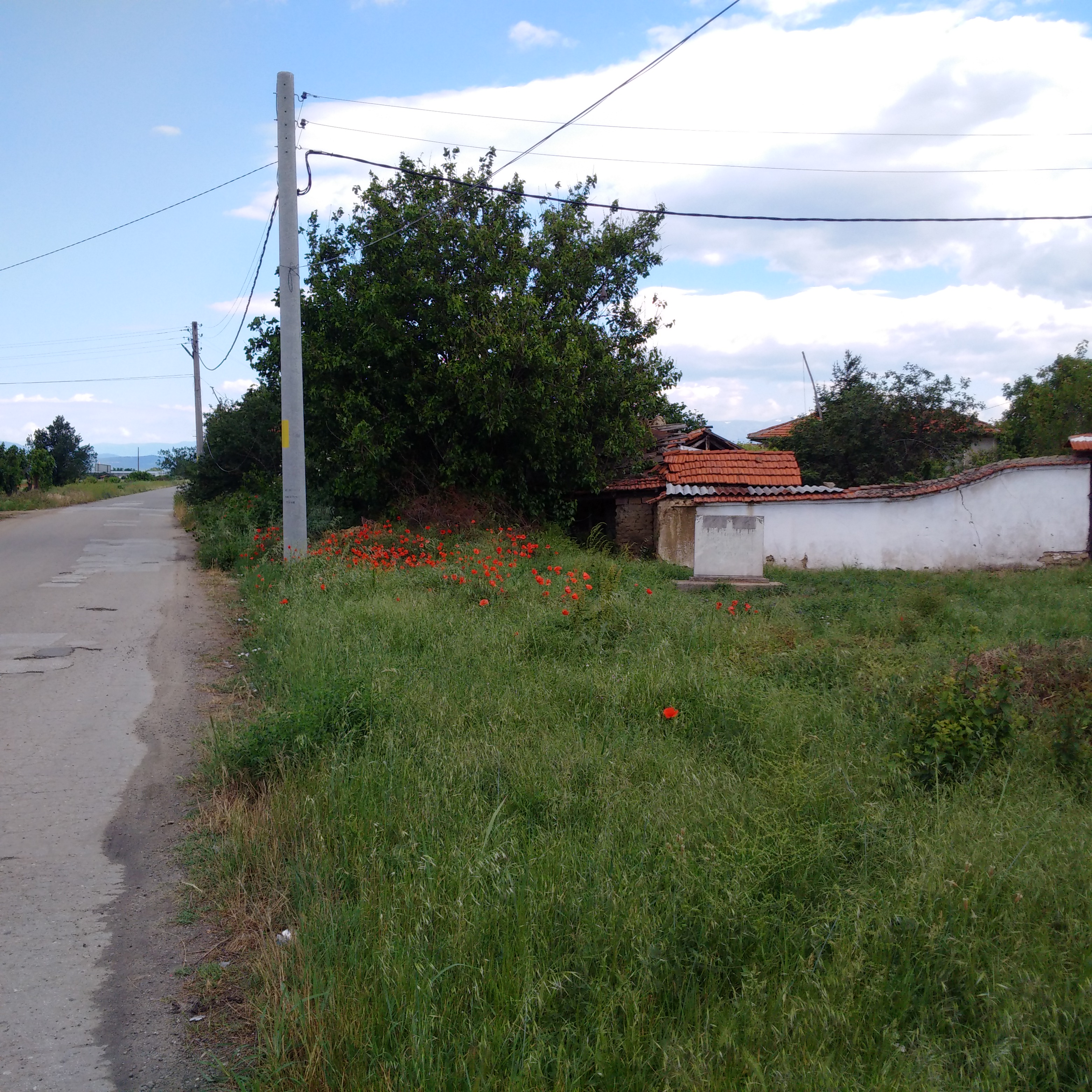
Мемориальная доска, отмечающая участие 300 жителей Рыжево Конаре в Июньском восстании, 1923 год. Мемориальная доска находится в восточной части села, справа от дороги, ведущей в соседнее село Рыжево.

В мемуарно-документальной книге Давида Овадия «Август, август» группа партизан тайно проникает в Рыжево Конаре в дом местного конспиратора, чтобы отпраздновать 1 мая, где они чувствуют себя «как на свободной территории». Сильное партизанское прошлое села способствует тому, что местные жители не очень религиозны, хотя церковь в селе была построена ещё до Освобождения.

### В Народной Республике Болгарии
В 1949 году Указом 794 Президиума Народного собрания был создан муниципалитет Рыжево Конаре. В 1955 году к муниципалитету были присоединены села Рыжево, Дылго-Поле и Черноземен в 1958 году, Главатар, Дуванлии и Калояново в 1959 году.
Рыжево Конаре было центром местного муниципалитета в течение почти 90 лет, сохраняя свой муниципальный статус во времена Княжества Болгария, Царства Болгария и Народной Республики Болгарии, когда в 1978 году муниципалитет был закрыт, а муниципальный центр перенесён в Калояново.

Первое Рабочее кооперативное хозяйство (ТКЗХ) в Болгарии было создано в Рыжево Конаре 1 марта 1945 года, и Георгий Димитров лично согласился стать его патроном. В своей телеграмме из Москвы местным кооператорам он написал:
«Я с большим удовольствием прочитал ваше письмо о создании и деятельности Вашего кооператива. Конечно, эта работа новая и встретит не мало трудностей. Но уже тот факт, что вы общими усилиями достигли своего нынешнего положения, может убедить каждого трудового крестьянина и каждую трудовую крестьянку в необходимости и полезности совместной обработки земли. (…)»
Местное ТКЗХ было очень успешным в первые годы своего существования, несмотря на засушливые 1945 и 1946 годы и почти полное отсутствие механизации, что заставило местных фермеров массово вступать в кооператив. Успехи даже нашли своё отражение в пловдивских газетах «Отечественный голос» и «Победа», где было напечатано несколько материалов об успехах ТКЗХ, жизни кооператоров, роли женщин, новом учёте и кредите и т. д.
В книге впечатлений, названной «Золотой книгой», записаны многочисленные отклики посетителей из других стран и континентов в первые дни июля 1945 года.

Журналистка Теодосия Томсон (Англия) из газеты «Дейли Уоркер» пишет:
«Ваше кооперативное хозяйство — самое интересное, что я видела в Болгарии.»
Линц Цинк, из Китая:
«Мы рады, что можем видеть ваше хорошо организованное хозяйство, что вы создаете прекрасную продукцию.»
Генеральный директор коммерции и министр из Югославии написал: 
«Мы будем агитировать за ваше дело».
Хозяйство также посетили группы из Канады, Индии, Венгрии, Франции и многих других стран, а также видные государственные и партийные деятели, такие как Васил Коларов и Марсель Кашен. Начато со многими трудностями, получавшее помощь от отечественнофронтовой власти, в первый год принимало помощь от советских и болгарских солдат, получило в подарок трактор от Маршала Толбухина и стало «кооперативным Иерусалимом» — всё это усилило привязанность и интерес кооператоров к своему новому делу, а государство, в свою очередь, поддержало опыт — витрину.
Рыжевоконарцы, достигшие до высших чинов тогдашней власти, также оказывали всестороннюю помощь новому ТКЗХ. Среди них можно упомянуть агронома Министерства сельского хозяйства Есё Бонева Гетова и заместителя министра финансов Ивана Палийского, которые с интересом следили за жизнью хозяйства и кооператоров и давали ценные указания. Особенно большую помощь оказывал ВСИ «В.Коларов» в Пловдиве, организуя курсы, семинары и школы для подготовки кадров.
На отчётном собрании ТКЗХ за 1947 год, состоявшееся 25 января 1948 года, кооператоры направили письмо-обещание своему патрону Георгию Димитрову, из которого видно, как широко развивались все направления в жизни ТКЗХ. Расширяется сеть каналов, увеличиваются обрабатываемые земли, выращиваемые культуры, открываются новые побочные предприятия и строительные бригады, интенсивно развивается овцеводство и т. д. В целом, общий доход достигает 120 миллионов левов.
Здесь раньше всех в стране был введён полный пастбищеоборот при полном освоении земель по методике советского агронома акад. Трофима Лысенко.
Местное ТКЗХ в разные годы конкурировало не только с близлежащими соседними хозяйствами, но и с хозяйствами из отдалённых районов, таких как в области Плевен и Бургас. Здесь впервые в середине 1950-х годов был организован международный конкурс с участием сельскохозяйственного производственного кооператива из ГДР, и как сообщалось, конкурс выиграли рыжевоконарцы.
В 1952 году кооперативное хозяйство уже охватывало всё население. За мировой рекорд урожая ранних помидоров — 7 383 кг. с гектара на площади в десять гектаров — руководитель отряда Деша Инджова была удостоена высшей трудовой награды того времени — Героя Социалистического Труда.
Сто человек из Рыжево Конаре являются получателями различных орденов за высокие урожаи.
Став мощной экономической силой в жизни жителей Рыжево Конаре и фактором материального и показного прогресса, местное ТКЗХ обеспечивало хороший доход своим членам и предоставляло льготы нетрудоспособным и престарелым, а в 1958 году арендная плата за землю, оплачиваемая кооператорами, которая начиналась с 30 % от общего дохода, была снижена и доведена до 10 %, а позже отменена вовсе.
В 1958—1959 годах по всей стране была начата политика создания крупных колхозов в близлежащих и соседних населённых пунктах. Одним из таких районов был Рыжево Конаре, в котором в 1958 году была предпринята попытка создания крупного колхоза, включающего населённые пункты Рыжево Конаре, Рыжево, Чернозем, Главатар, Калояново, Дылго Поле, Дуванлии и Житница.
Этот большой колхоз с центром в Рыжево Конаре просуществовал всего полтора месяца, до марта 1959 года, после чего входящие в его состав ТКЗХ Рыжево Конаре и Калояново сформировали свои списки заново.
До этого объединения, 27 сентября 1957 года, на торжественном учредительном собрании 860 делегатов из трёх сёл Рыжево Конаре, Рыжево и Главатар единогласно решили объединить три колхоза с центром в Рыжево Конаре, к которому вскоре был добавлен ТКЗХ села Чернозем.
Жизнь ТКЗХ в Рыжево Конаре развивалась напряжённо, но без тех потрясений, которые происходили в других пловдивских сёлах, доходивших до роспуска и реорганизации ТКЗХ. Здесь частые реструктуризации и перегруппировки происходили по приказу «сверху», от властей.
Современный корово-телковый комплекс насчитывал более 5000 голов, урожайность кукурузы в последние годы ТКЗХ составляла более 1000 кг. с гектара, а в 1973 году местная теплица, единственная в районе, произвела 230 вместо запланированных 200 тонн огурцов. Старые местные традиции и мастерство высокоурожайных практик на протяжении многих лет и от всех видов деятельности находили огласку в нашей общественности, и только в 1973 году в периодической печати было напечатано около 30 материалов о Рыжевом Конаре — информация, очерки и выставки.
ТКЗХ Рыжево Конаре также имело собственный аэродром сельскохозяйственной авиации, который обслуживал обширную территорию, и уже в 1956 году 80 % всех работ выполнялось машинным способом.
1970-е и 1980-е годы стали кульминацией подъёма села в политическом, экономическом, культурном и спортивном плане. В состав муниципалитета Рыжево Конаре в то время входили села Рыжево, Дылго поле, Черноземен, Главатар, Дуванлии и Калояново.В 1973, 1974 и 1975 годах муниципалитет был первым в Пловдивской области в реализации социально-экономической программы и был лауреатом различных государственных премий. Мэром Рыжево Конаре в этот период (1971—1979) был Петр Биволарски.
В 1975 году открыли расширенный детский сад в селе, который увеличил свою вместимость до 100 детей, а официальным гостем этого события стал тогдашний заместитель министра финансов и житель Рыжево Конаре Иван Палийски.
В то время в селе была своя мужская футбольная команда под названием «Никола Демирджийски», а женская волейбольная команда Рыжево Конаре была неизменным представителем Пловдивской области в республиканской сельской Спартакиаде в период 1974—1978 гг.
Волейбольная команда завоевала следующие награды в Республиканской сельской спартакиаде: бронза в 74 и 75 годах, серебро в 76 году, бронза в 77 году и серебро в 78 году, причём Рыжево Конаре также принимало одно из этих соревнований.
Муниципалитет Рыжево Конаре был закрыт в 1978 году, а муниципальный центр перенесён в Калояново. Тогдашний мэр Рыжево Конаре, Петр Биволарски, был назначен заместителем мэра нового муниципалитета. Это событие до сих пор вспоминается жителями Рыжево Конаре с огорчением, и упадок села и близлежащих сёл в новое время можно отчасти объяснить этим.
В районе Рыжево Конаре были обнаружены следы доисторического поселения и 76 курганов.

## Церковь
Задолго до того, как в селе была построена церковь, село Каратопрак подарило Рыжево Конаре медно-оловянную купель для крещения с надписью «Подарок из Каратопрака, 1835.»
Местная церковь «Успение Богородицы» была построена в 1867 году на пожертвованиях, а тогдашний мэр села Бони Йончев лично ездил в Константинополь для разрешения строительства. В церкви сохранились фрески художника эпохи Возрождения Станислава Доспевского, племянника Захария Зографа, которые мало известны исследователям. Несколько лет назад российская делегация посетила село для их изучения.
Согласно грамоты от 1912 года, когда проводился конкурс на самую красивую церковь в Южной Болгарии, Рыжевоконарская церковь заняла второе место. Сегодня грамота не находится у сельских властей, и, согласно местным легендам, её забрали в Пловдивскую митрополию из-за своей высокой ценности.
Церковь пережила сильное землетрясение 1928 года и является одним из немногих сохранившихся в районе зданий в своём первоначальном виде.

В ней находилась икона Девы Марии, которая, как считалось, излечивала слепоту. Люди с телегами со всей страны собирались в очередь перед храмом в Рыжево Конаре.

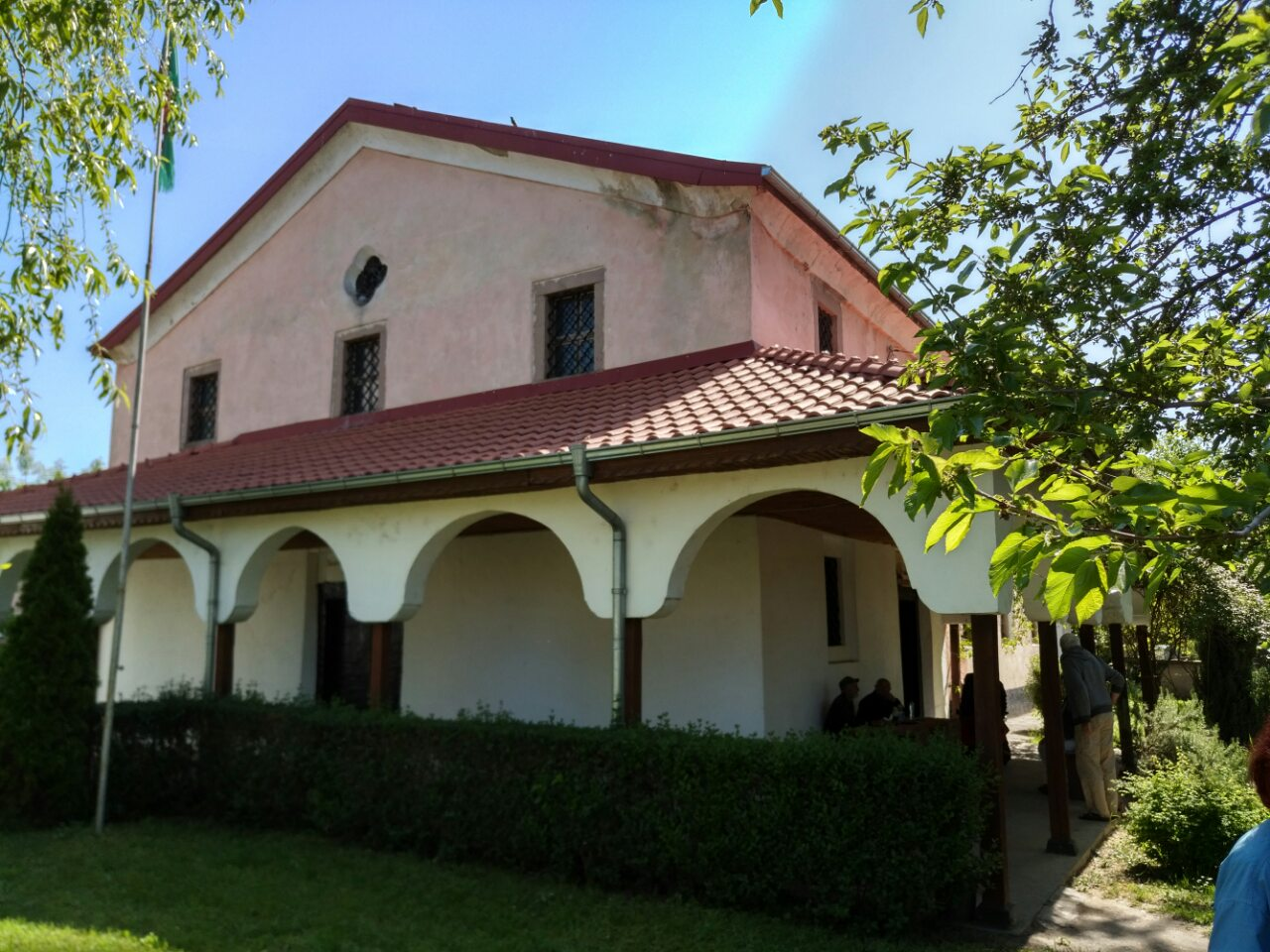
Церковь „Успение Богородицы“ в селе Рыжево Конаре
Фреска у входа в церковь с годом её создания - 1867
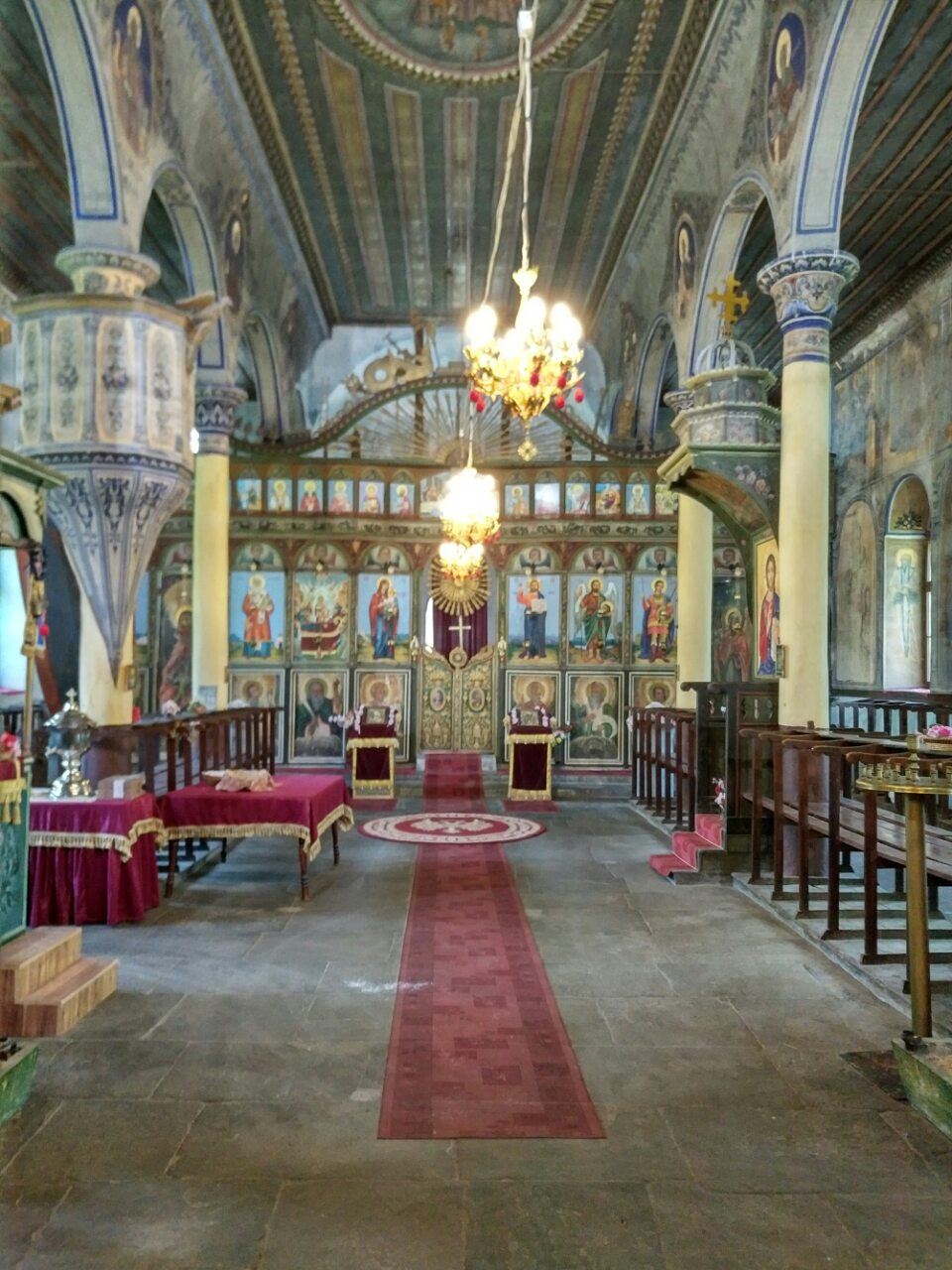
Внутреннее убранство церкви
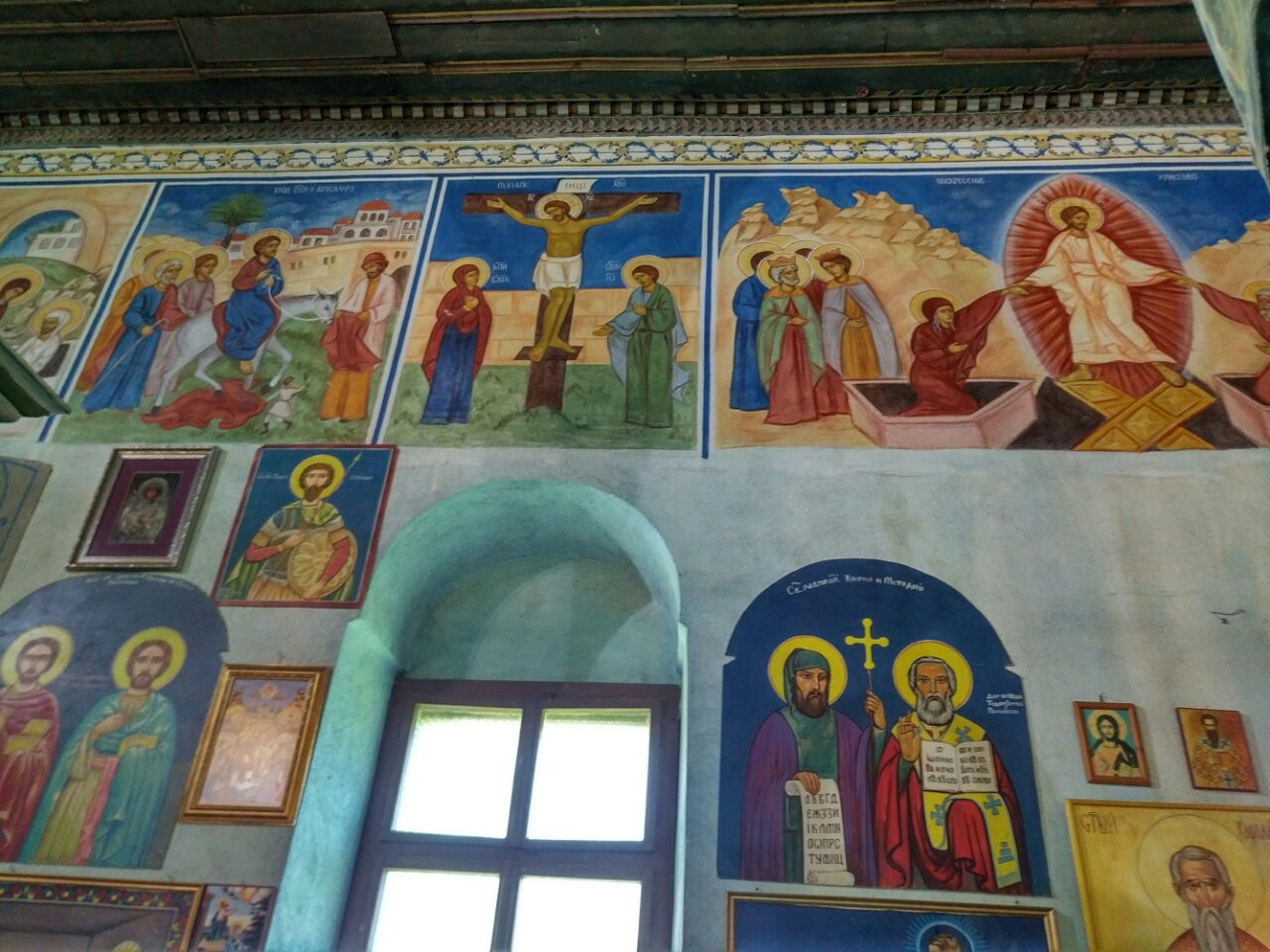
Некоторые из многочисленных фресок, часть из которых выполнены Станиславом Доспевским
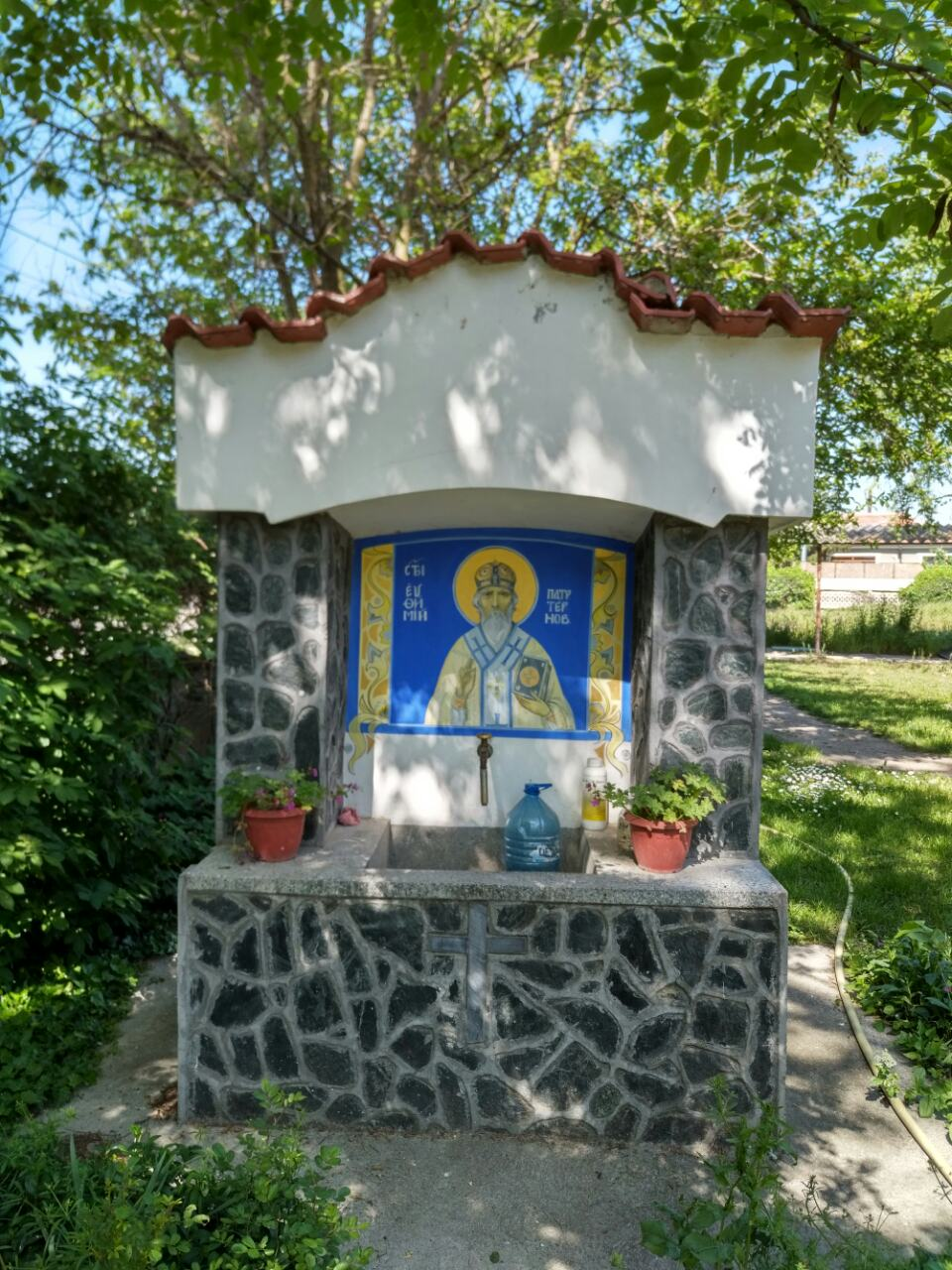
Источник в церковном дворе с надписями на церковнославянском языке

## Образование
В Рыжево Конаре есть целодневный детский сад и начальная школа.

### Целодневный детский сад «Никола Инджов»
Детский сад в Рыжево Конаре был основан в 1952 году, когда тогдашняя начальная школа была преобразована в детский сад.
В период 1973—1975 годов была сделана пристройка к детскому саду, которая увеличила его вместимость до 100 детей. Новое здание было открыто 26 марта 1975 года тогдашним заместителем министра финансов и жителем Рыжево Конаре Иваном Палийским.
Сегодня детский сад располагает современной материально-технической базой, состоящей из одноэтажного массивного здания с двумя входами площадью 820 м², отвечающего всем современным требованиям и благоустроенного двора площадью 6100 м² с различными игровыми сооружениями для детей.
В настоящее время детский сад также обслуживает близлежащие села Рыжево, Черноземен, Главатар и Пыдарско, для перевозки детей предоставляется школьный автобус. Всего в детском саду 44 ребёнка, разделённых на две возрастные группы — 3 — 4 и 5 — 6 лет, по желанию родителей организуются дополнительные педагогические занятия, такие как английский язык, изучение современных и народных танцев.

### Началная школа «Христо Ботев»
У школы многовековая история, которая началась в 1865 году, когда местная муниципальная школа открыла свои двери в церковном дворе. В 1928 году, после сильного землетрясения, для школы было построено отдельное здание, в котором сегодня располагается детский сад.
В связи с большим количеством учеников, которых приходилось обучать и в частных домах, возникла необходимость в новом здании, где учебный процесс можно было бы проводить в одном месте. Это было сделано в 1937 году, когда было построено нынешнее здание школы.
В 1966 году 100-летие школы было отмечено с большими торжествами, за что она была награждена орденом «Св. Св. Кирилла и Мефодия» 1-й степени. В 2006 году было достойно отмечено 140-летие школы.
Во дворе школы находится рельефная карта Болгарии с водной инсталяцией и подсветкой, построенная в 1950-х годах и отремонтированная несколько лет назад местными учительницами и учениками.

Сегодня школа в Рыжево Конаре является центром обучения учащихся из местных сёл Рыжево, Черноземен, Главатар и Пыдарско. [24]

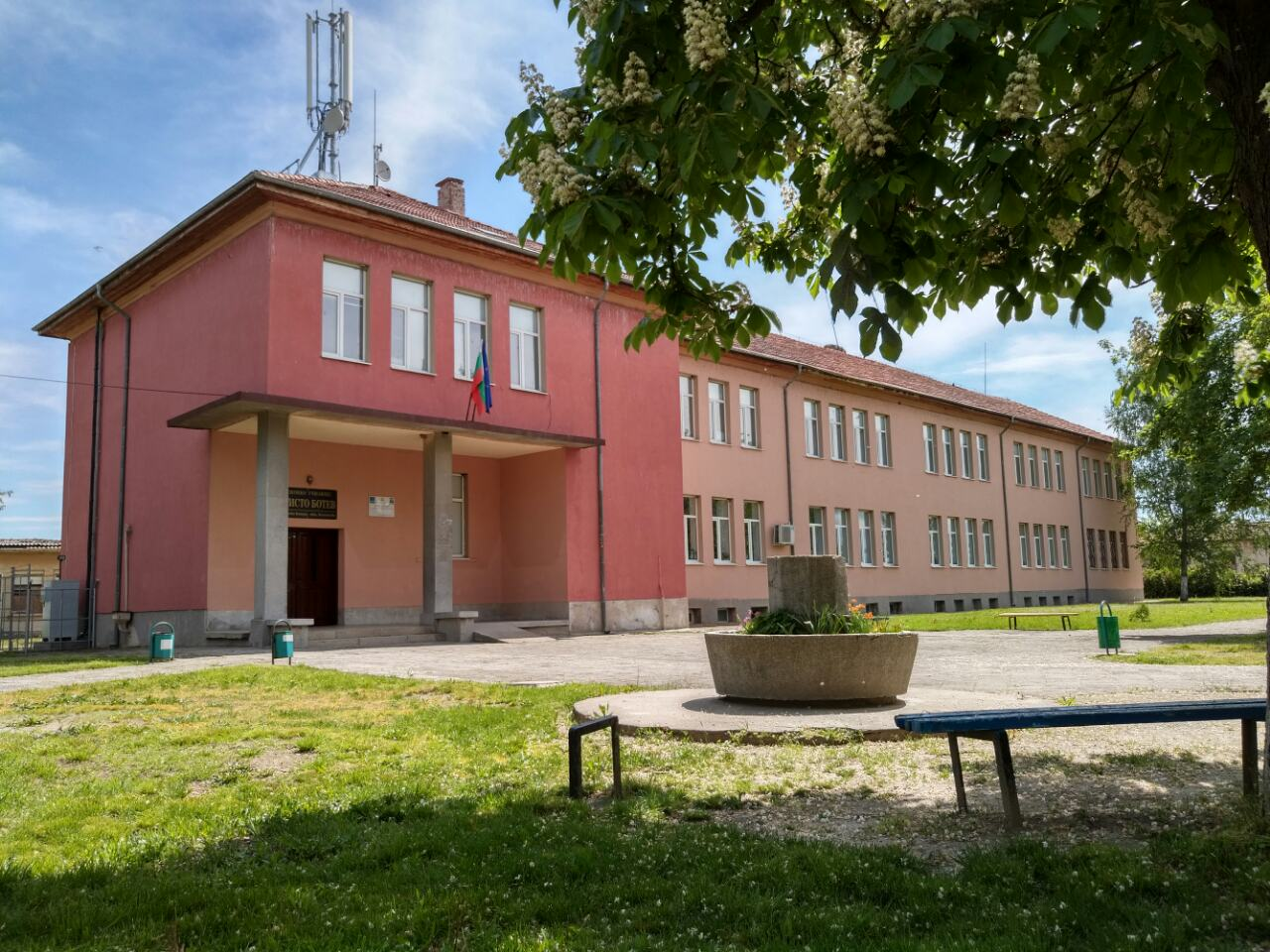
Здание местной начальной школы "Христо Ботев"
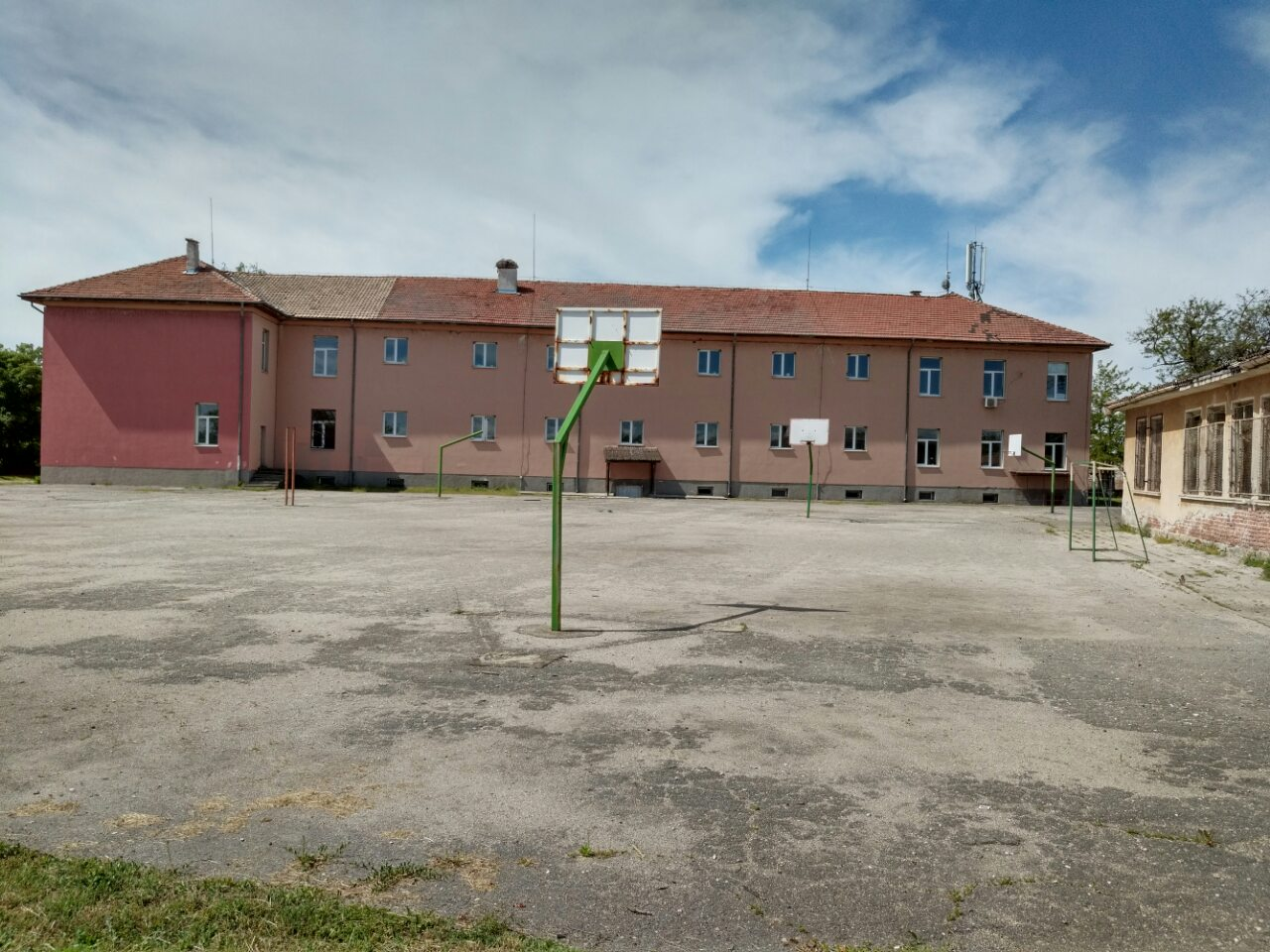
Детская площадка за школой
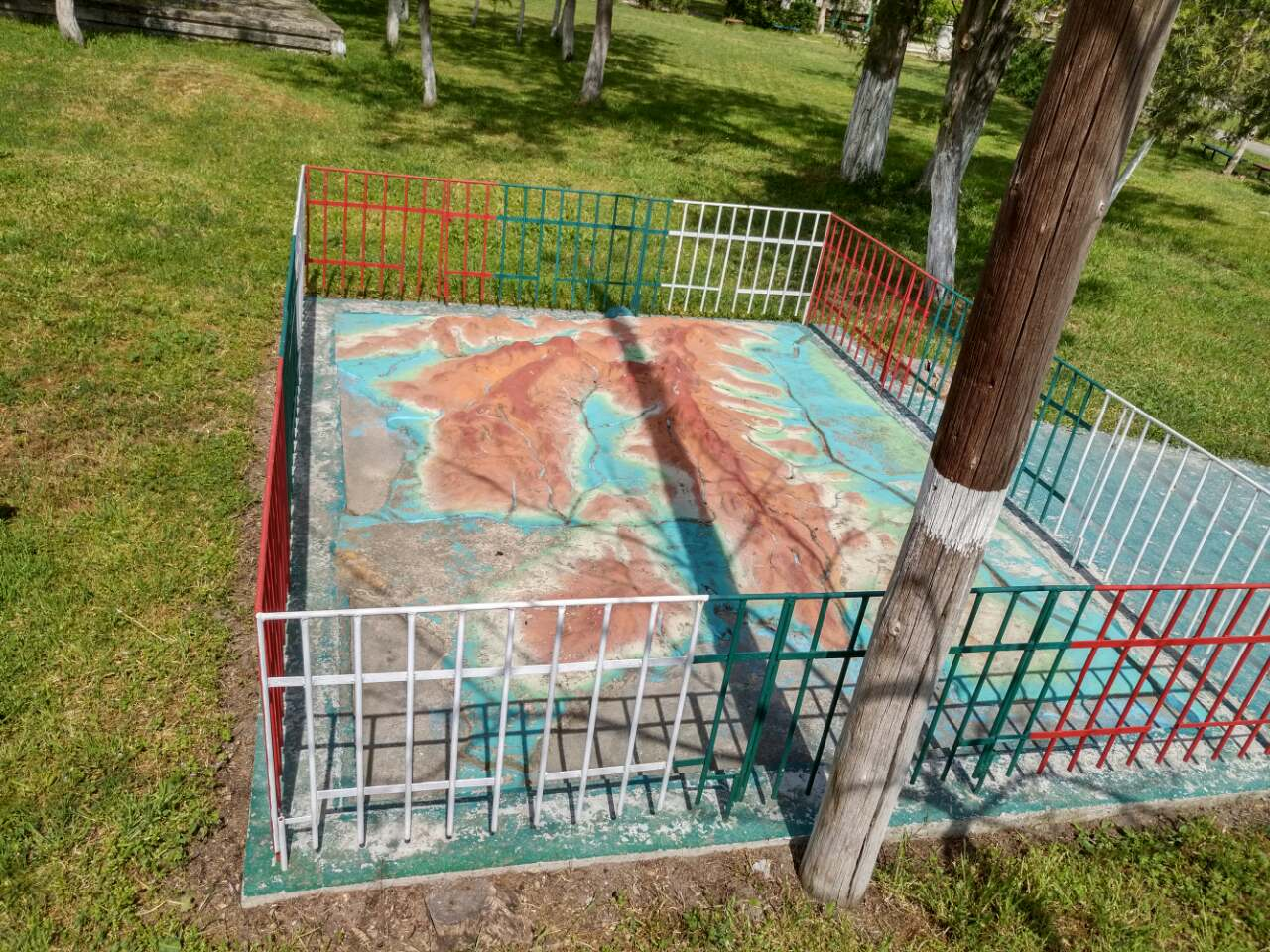
“Рельефная карта Болгарии во дворе начальной школы „Христо Ботев“
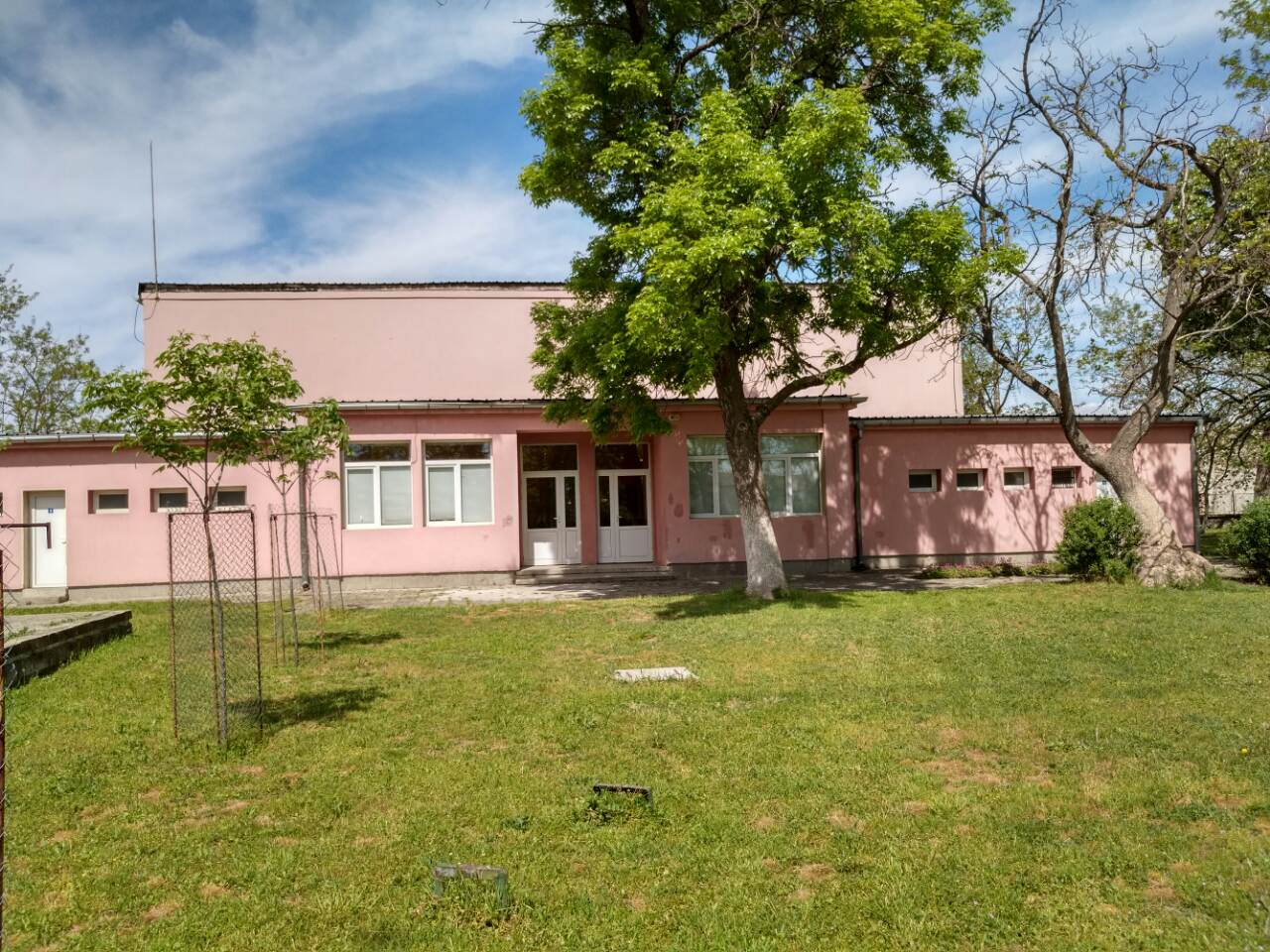
Школьный спортзал
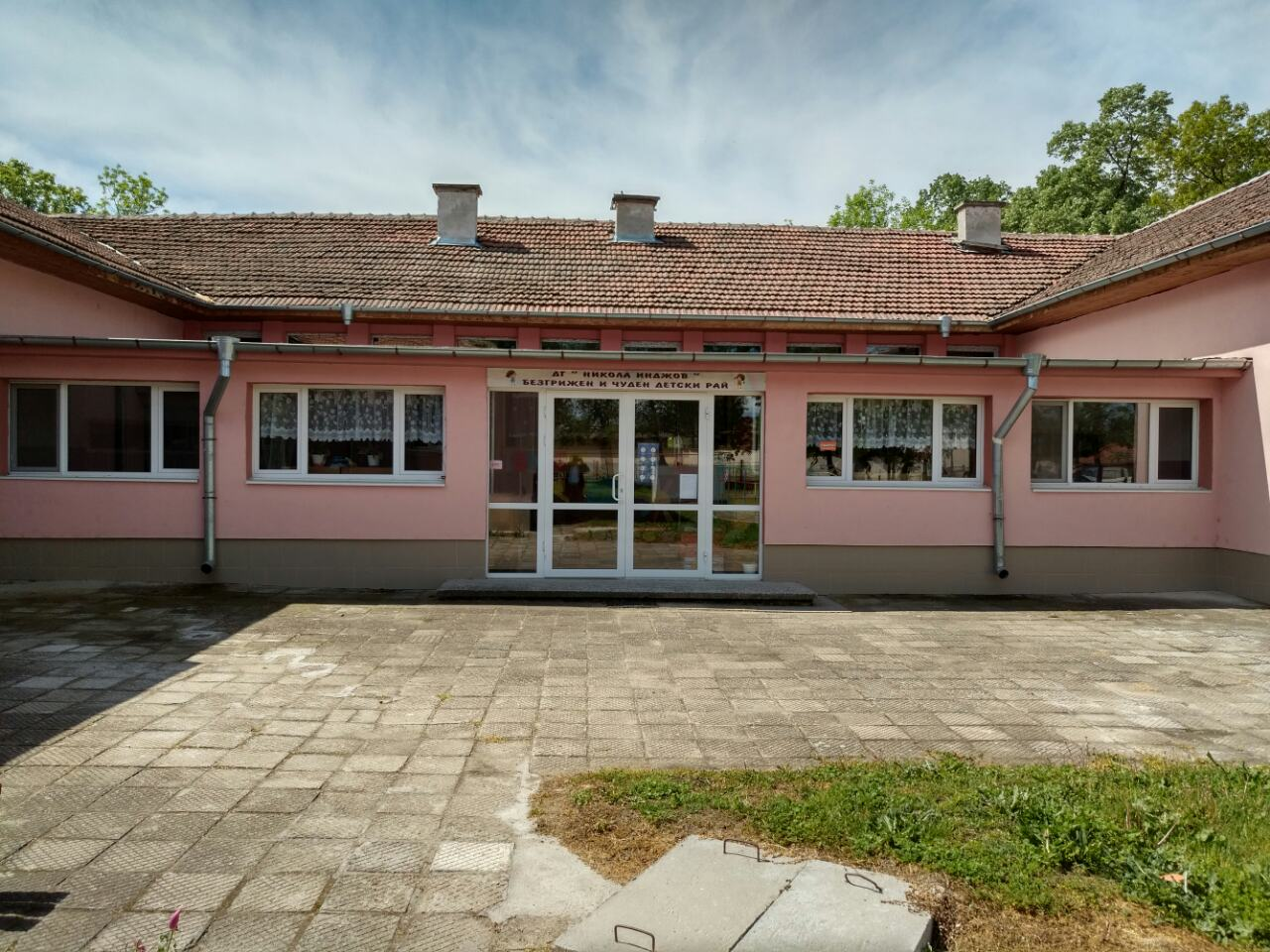
Целодневный детский сад „Никола Инджов“
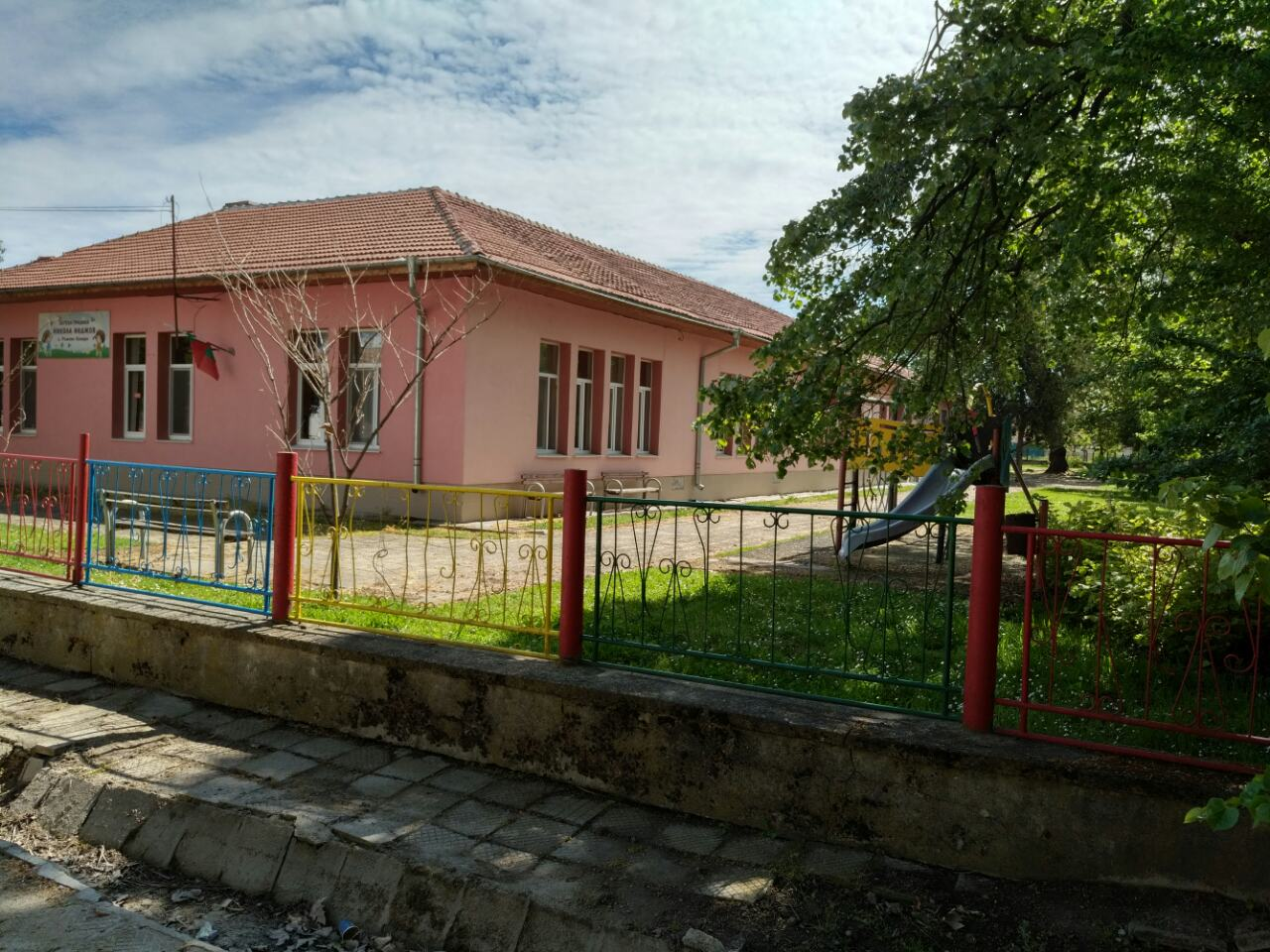
Детский сад, сфотографированный на обочине дороги

## Культура
Библиотека (общественный центр) «Просвета», созданная в 1907 году, отвечает за организацию и проведение различных культурных мероприятий в селе во время национальных, официальных и религиозных праздников.
Она также организует совместные мероприятия с клубом пенсионеров и организацией людей с ограниченными возможностями. Частью общественного центра являются вокальная группа «Детелина» («Клевер») и танцевальный коллектив «Фольклёрная визия», причём запланировано, чтобы вокальная группа участвовала в различных региональных и национальных фестивалях в 2020 году. В общественном центре также работают клуб чтения, клуб йоги и клуб карате.
Общественный центр располагается в отдельно стоящем двухэтажном здании площадью 820 м². На первом этаже находится репетиционный зал и зрительный зал на 420 мест, а на втором этаже — библиотека, две кладовые, вестибюль и терраса. В общественном центре также имеется компьютерное оборудование.
Кинотеатр общественного центра является самым большим в муниципалитете: в нём 300 мест в зале и 120 мест на балконе.

На 2020 год в программе общественного центра запланировано 11 культурных мероприятий. В том же году в рамках инициативы общественного центра по сохранению культурного наследия села родилась идея создания цифрового архива села Рыжево Конаре, в который загружаются исторические фотографии деревни, находящиеся в свободном доступе для всех на сайте общественного центра. В настоящее время загружено более 40 фотографий, показывающих различные стороны социальной, экономической, культурной и спортивной жизни Рыжево Конаре в период 1943—1979 годов.

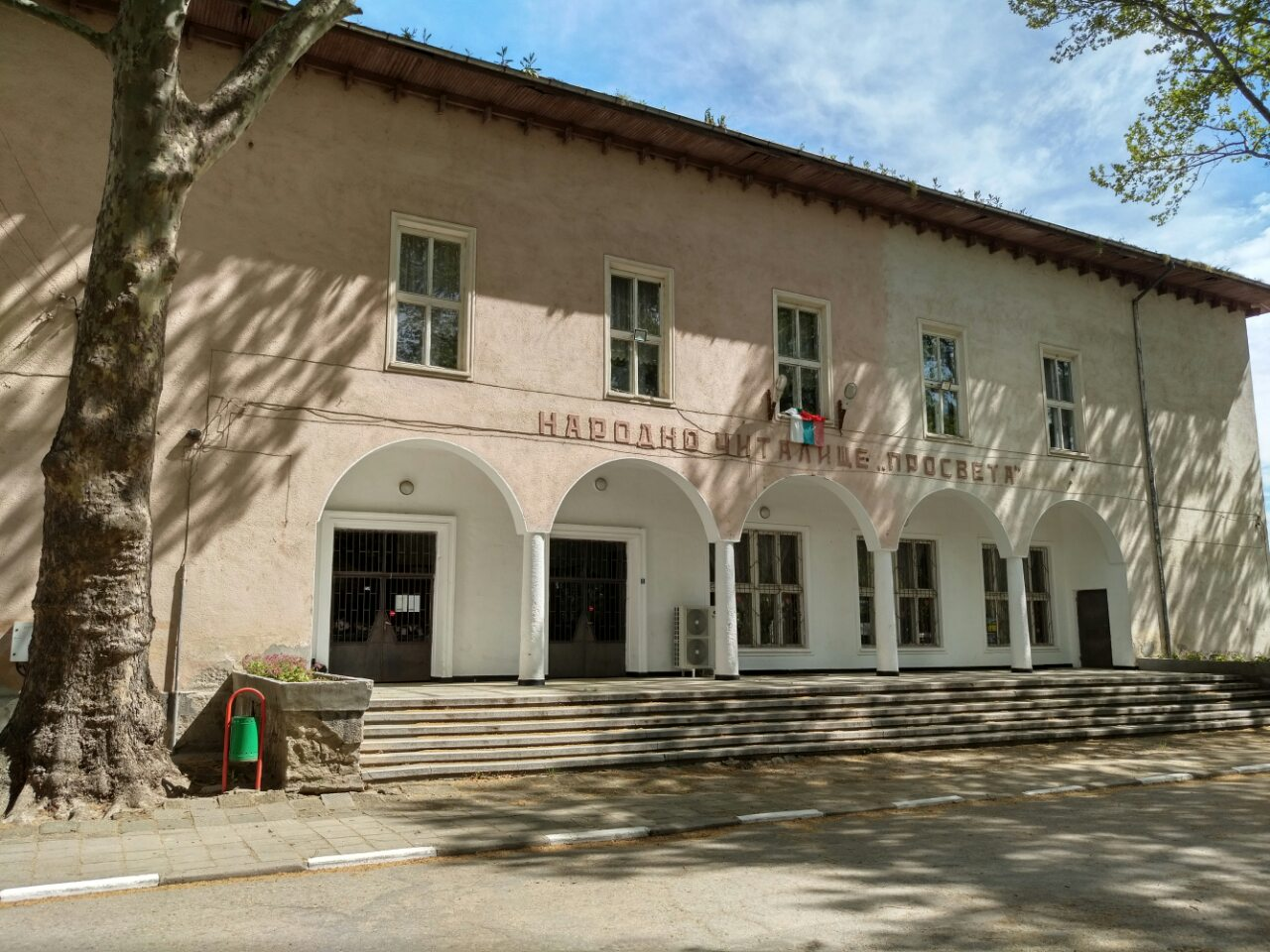
Здание местного общественного центра (библиотеки)
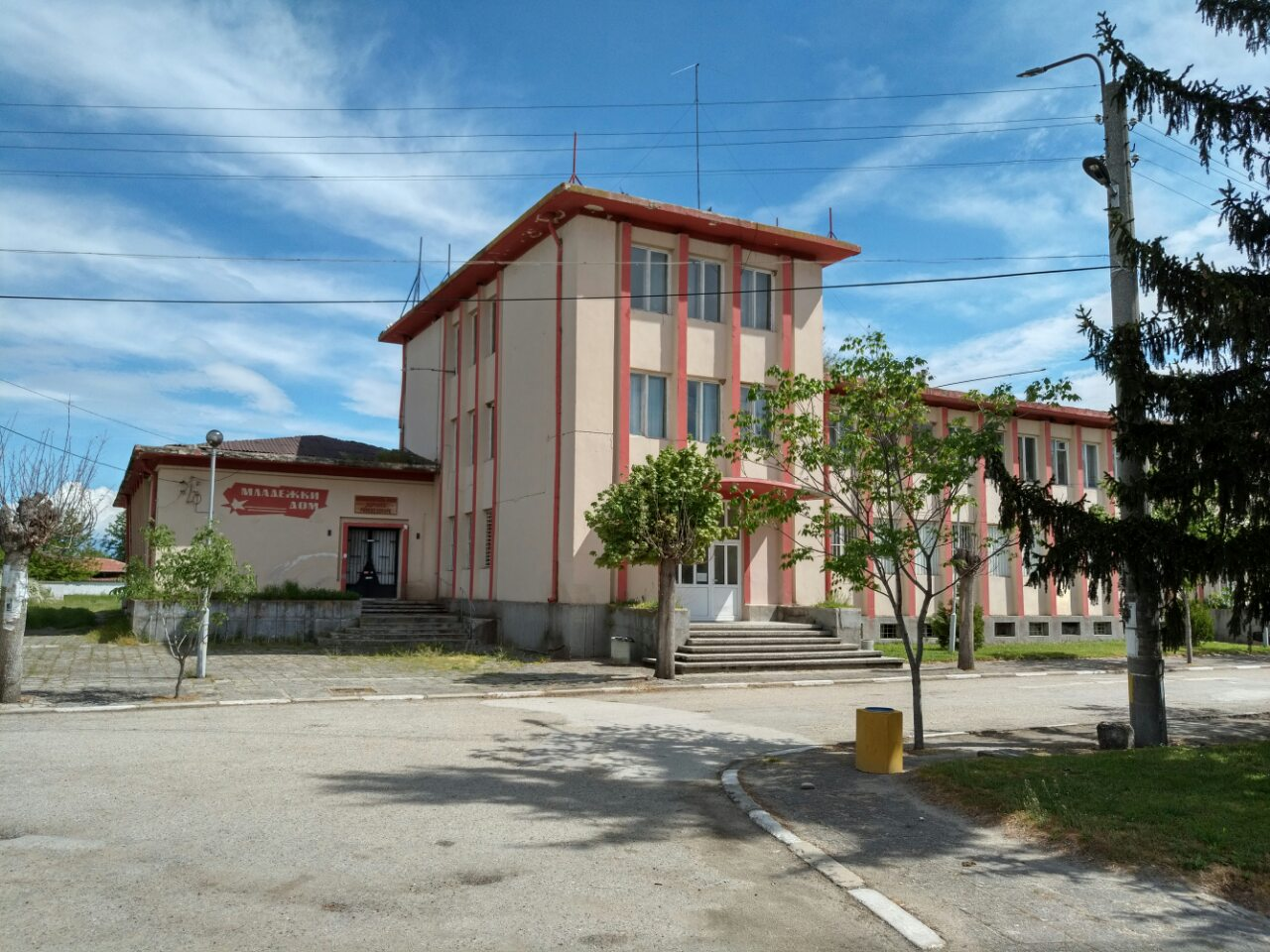
Здание Дома молодёжи в настоящее время содержится и используется местным клубом пенсионеров

## Экономика
Основным источником средств для существования в селе является животноводство и овощеводство. Существуют частные и кооперативные фермы по разведению коров. Выращиваются овощи (перец, баклажаны, помидоры) и зерновые (кукуруза, пшеница, рожь и ячмень), и в этой деятельности занято в основном молодые люди.
Зерно удовлетворяет потребности местных фермерских хозяйств и продаётся пекарям региона и страны.
В селе также производят и разливают в бутылки лимонад «Гергина». В селе также есть большая местная теплица для выращивания огурцов, клиентами которой является компания «Билла Болгария».
В селе также есть бетоновый центр, производящий бетоновые смеси, и завод по производству электрических одеял и электрических подушек.
Есть также местный сельскохозяйственный кооператив, который занимается производством сельскохозяйственной продукции, выращивая зерновые и масличные культуры. На территории села расположен фотоэлектрический парк с установленной пиковой мощностью 5 MWp.
В Рыжево Конаре есть четыре продуктовых магазина, две пекарни и два магазина — строительных материалов и хозяйственный магазин. На главной улице напротив школы находится один из продуктовых магазинов, где также есть магазин сладостей и хозяйственный магазин.
В центре деревни есть ресторан, аптека, парикмахерская и магазин сувениров и канцелярских товаров. Там же расположено почтовое отделение.
В деревне также есть офис Easypay.

## Интересные факты
- Во времена османского владычества, согласно широко распространённой в XIX веке традиции, рыжевоконарцы послушно выполняли ангарии (обязательства) только перед агой Исмаилом из села Главатар.[3] Они считали эти ангарии неотъемлемыми обязательствами в той мере, в какой они полагались для защиты со стороны турецкого богача от произвола его соотечественников. Многовековое рабство и невежество того времени не притупили чувство свободы рыжевоконарцев благодаря чисто болгарскому составу населения и некоторым другим факторам, таким как защита Исмаила аги и не поддержание связей с соседними турецкими сёлами.[3] В записанных воспоминаниях Костадина Ив. Лесова он рассказывает о своём отце, деде Иване, муниципальном служащем и человеке весёлого нрава, родившемся около 1835 года, который знал, как утихомирить нежеланных турецких гостей. Он угощал их жирными барашками, птицами и вином сорта мавруд, которое брал у своих односельчан по списку, составленному им самим в соответствии с их имущественным положением.[3] Иногда старейшины деревни посылали его вызвать Исмаил-агу из села Главатар в качестве защитника от злых турок.[3]
- По воспоминаниям Златана Васильева Палийского середины 19 века, записанные его внуком Атанасом Ив. Палийским, около 1860 года крестьянин из близлежащего села Сухозем в области Средногорие воспользовался тем, что турки бродили по окрестностям, безответственно угоняя скот у рабов.[3] Он замаскировался под турецкого вышестоящего и увёл часть телят жителя Рыжево Конаре. Дед Златан Палийски и его друг догадались, что этот болгарин из чужого села занимается мародёрством, пользуясь страхом крестьян. Они догнали его, жестоко избили и вернули украденных телят. Тогдашний мэр Ружево Конаре, дед Слави Славов, похвалил их за это.[3]
- Местная церковь «Святое Успение Богородицы» была построена в 1867 году, и тогдашний мэр села, Бони Йончев, лично ездил в Константинополь, чтобы получить разрешение на строительство.[9] Когда в 1912 году был проведён конкурс на самую красивую церковь в южной Болгарии, Рыжевоконарская церковь заняла второе место.[3]
- Местная школа открылась во времена османского владычества — в 1865 году.
- Первое ТКЗХ в Болгарии было создано в Рыжево Конаре, и Георгий Димитров лично согласился стать его покровителем.[34] Писатель из Рыжево Конаре Спас Лесов упоминает любопытную историю с китайской делегацией, рассказанную во время празднования 100-летия школы в 1966 г.[34] Большая китайская делегация из 160 человек прибыла в село, чтобы увидеть ТКЗХ. Тогдашний директор школы, который был учителем начальных классов, человеком властным и не похожим на «беспартийных с высшим образованием», целую неделю перед занятиями практиковал, чтобы все ученики скандировали лозунги и приветствия на китайском языке в честь Мао Цзэдуна. Жители района недоумевали, что это за лай. Увядшие цветы в школьном саду были обновлены с помощью самодельных горшков, принесённых учениками, и закопаны в землю. Однако эта фальсификация была легко замечена руководителем делегации, заместителем министра образования, которая едко-шутливо отметила: «У Вас всё в порядке — как для гостей!?».
- 22 февраля 1955 года тогдашний премьер-министр Народной Республики Болгарии Вылко Червенков прибыл в село, чтобы осмотреть местный колхоз «Георги Димитров».[34] Почти всё село собралось в большом общинном зале, на широкой лестнице и на аллеях обширного парка снаружи. В своей речи тогдашний лидер Болгарской коммунистической партии сказал: «Ваше село большое, красивое и богатое, но доехать до него несколько затруднительно. На колеистой, но немощёной дороге мою машину тоже пришлось вытаскивать из глубокой грязи парой волов. Очевидно, что вам нужно помочь». Неделю спустя на соседней станции остановился целый поезд с битым камнем, который за несколько дней был перевезён для дренажа новой дороги. За ними следуют вагоны с балластом и соответствующим дорожно-строительным оборудованием.
- Курьёзный случай произошёл в селе Рыжево Конаре 22 ноября 1976 года с участием тогдашнего мэра села Петра Биволарского и его личного водителя Атанаса Рашкова, и эта история была описана в номере 9838 газеты «Отечественный голос» от 25 ноября 1976 года.[35] В понедельник, 22 ноября, бригадир коровьей фермы в Черноземе Георги Лазаров получил 70 беременных тёлок из племенного питомника в Рыжево Конаре, которых он должен был доставить в Чернозем. Стадо прошло по дороге как обычно, но перед мостом в Чернозем одна из тёлок внезапно побежала и бросилась в реку, за ней последовали остальные тёлки. Бурная река Стряма в это время года заполняла русло от берега до берега и тащила целые деревья, чего жители Рыжево Конаре в то время не могли вспомнить, чтобы случалось давно. Не в силах справиться самостоятельно, бригадир немедленно обратился за помощью к мэру Рыжево Конаре Петру Биволарски, который прибыл на место происшествия вместе со своим водителем Атанасом Рашковым. Увидев ситуацию, эти двое разделись и бросились в ледяную воду, чтобы спасти стадо, которое тащило на километр вниз по реке, глубина которой в некоторых местах была два человеческих роста. В ходе борьбы, продолжавшейся полтора часа, им удалось вытащить всё стадо в безопасное место, при этом никто из семидесяти животных не пострадал. Всё это произошло как раз перед тем, как приливная река круто пошла вниз — что, согласно статье, заставило измученных животных инстинктивно почувствовать свой конец и беспомощно броситься в руки двух спасателей.
- Впервые в Болгарии в современном комплексе по разведению коров-телок в Рыжево Конаре на тогдашнем ТКЗХ было проведено рождение телёнка путём пересадки зиготы (эмбриона) 8 марта 1981 года под опекой Института биологии и иммунологии репродукции в Софии.[3]

## Достопримечательности
Рыжевоконарская церковь «Святое Успение Богородицы», освящённая в 1867 году, была объявлена памятником культуры. В ней сохранились ценные иконы и фрески Самоковской художественной школы. Первая школа в селе была построена в 1865 году, а общественный центр (библиотека) «Просвета» функционирует с 1907 года.
В начале парка в селе находится Памятник павшим за Родину, на котором написаны имена павших рыжевоконарцев в Балканской войне, Первой мировой и Отечественной войнах. Праздник отмечается 2 июня возложением венков у памятника.

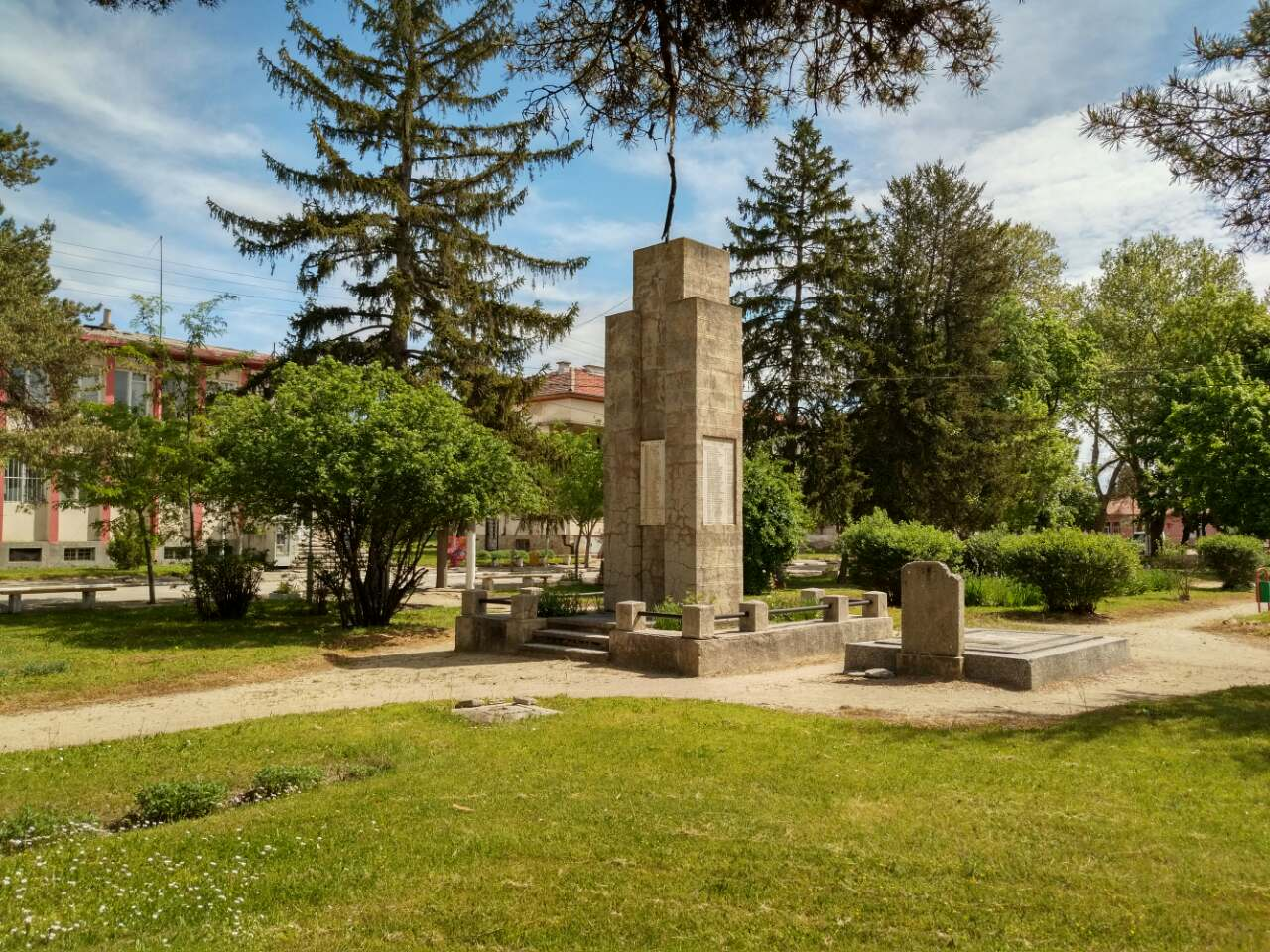
Военный паметник в начале парка в центре
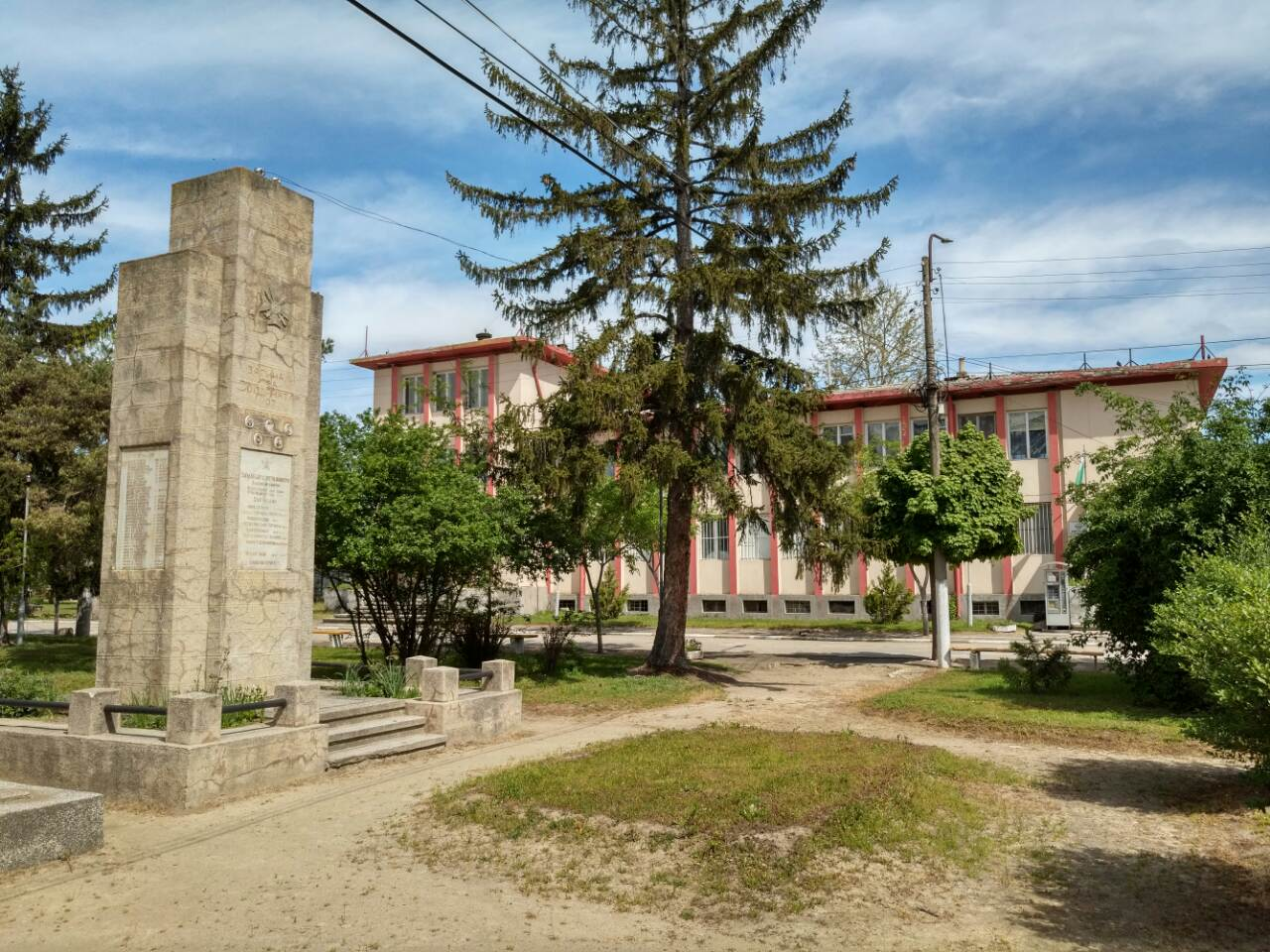
Военный паметник, на заднем плане здание мэрии

## Регулярные события
Каждый год в праздник Успения Пресвятой Богородицы 15 августа в Рыжево Конаре проходит собрание. В церкви проводится курбан, а вечером — скачки, народные пляски, борьба и т. д.